# Prague Open 2025 - Qualificazioni singolare
Le qualificazioni del singolare degli Prague Open 2025 sono un torneo di tennis preliminare per accedere alla fase finale della manifestazione disputate il 19 e 20 luglio 2025. Le vincitrici dell'ultimo turno sono entrate di diritto nel tabellone principale. In caso di ritiro di una o più giocatrici aventi diritto, a queste subentrano i Lucky loser, ossia le giocatrici che hanno perso nell'ultimo turno ma che hanno una classifica più alta rispetto alle altre partecipanti che hanno comunque perso nel turno finale.

## Teste di serie
1. Priscilla Hon (spostata nel tabellone principale)
2. Astra Sharma (qualificata)
3. Jessika Ponchet (ultimo turno, lucly loser)
4. Lucrezia Stefanini (ultimo turno, lucly loser)
5. Nina Stojanović (ultimo turno, lucly loser)
6. Tamara Korpatsch (primo turno)

1. Gao Xinyu (qualificata)
2. Mai Hontama (qualificata)
3. Kyōka Okamura (primo turno)
4. Arina Rodionova (primo turno)
5. Viktória Hrunčáková (primo turno)
6. Valentina Ryser (primo turno)

## Qualificate
1. Jesika Malečková
2. Astra Sharma
3. Anastasija Gasanova

1. Alena Kovačková
2. Gao Xinyu
3. Mai Hontama

### Lucky loser
1. Lucrezia Stefanini
2. Jessika Ponchet

1. Nina Stojanović

## Tabellone

### Legenda
| - Q = Qualificato - WC = Wild card - LL = Lucky loser | - ALT = Alternate - SE = Special Exempt - PR = Protected Ranking | - w/o = Walkover - r = Ritirato - d = Squalificato |

### Sezione 1
|  | Primo turno | Primo turno         | Primo turno | Primo turno | Primo turno |  |  | Ultimo turno | Ultimo turno        | Ultimo turno        | Ultimo turno | Ultimo turno |  |
|  |             |                     |             |             |             |  |  |              |                     |                     |              |              |  |
|  | Alt         | Nicole Fossa Huergo | 1           | 6           | 6           |  |  |              |                     |                     |              |              |  |
|  |             | Anastasia Kulikova  | 6           | 3           | 4           |  |  | Alt          | Nicole Fossa Huergo | Nicole Fossa Huergo | 2            | 4            |  |
|  |             | Jesika Malečková    | 6           | 3           | 7           |  |  |              | Jesika Malečková    | Jesika Malečková    | 6            | 6            |  |
|  | 9           | Kyōka Okamura       | 4           | 6           | 5           |  |  |              |                     |                     |              |              |  |

### Sezione 2
|  | Primo turno | Primo turno        | Primo turno  | Primo turno | Primo turno |  |  | Ultimo turno | Ultimo turno       | Ultimo turno       | Ultimo turno | Ultimo turno |  |
|  |             |                    |              |             |             |  |  |              |                    |                    |              |              |  |
|  | 2           | Astra Sharma       | Astra Sharma | 6           | 6           |  |  |              |                    |                    |              |              |  |
|  |             | Mina Hodzic        | Mina Hodzic  | 1           | 4           |  |  | 2            | Astra Sharma       | Astra Sharma       | 6            | 6            |  |
|  | PR          | Mihaela Buzărnescu | 7            | 3           | 6           |  |  | PR           | Mihaela Buzărnescu | Mihaela Buzărnescu | 2            | 1            |  |
|  | 12          | Valentina Ryser    | 68           | 6           | 4           |  |  |              |                    |                    |              |              |  |

### Sezione 3
|  | Primo turno | Primo turno         | Primo turno         | Primo turno | Primo turno |  |  | Ultimo turno | Ultimo turno        | Ultimo turno | Ultimo turno | Ultimo turno |  |
|  |             |                     |                     |             |             |  |  |              |                     |              |              |              |  |
|  | 3           | Jessika Ponchet     | Jessika Ponchet     | 6           | 6           |  |  |              |                     |              |              |              |  |
|  | WC          | Miriam Škoch        | Miriam Škoch        | 2           | 4           |  |  | 3            | Jessika Ponchet     | 6            | 62           | 2            |  |
|  |             | Anastasija Gasanova | Anastasija Gasanova | 6           | 6           |  |  |              | Anastasija Gasanova | 1            | 7            | 6            |  |
|  | 11          | Viktória Hrunčáková | Viktória Hrunčáková | 4           | 4           |  |  |              |                     |              |              |              |  |

### Sezione 4
|  | Primo turno | Primo turno        | Primo turno | Primo turno | Primo turno |  |  | Ultimo turno | Ultimo turno       | Ultimo turno       | Ultimo turno | Ultimo turno |  |
|  |             |                    |             |             |             |  |  |              |                    |                    |              |              |  |
|  | 4           | Lucrezia Stefanini | 2           | 6           | 6           |  |  |              |                    |                    |              |              |  |
|  |             | Caroline Werner    | 6           | 3           | 3           |  |  | 4            | Lucrezia Stefanini | Lucrezia Stefanini | 3            | 1            |  |
|  | WC          | Alena Kovačková    | 6           | 62          | 7           |  |  | WC           | Alena Kovačková    | Alena Kovačková    | 6            | 6            |  |
|  | 10          | Arina Rodionova    | 1           | 7           | 61          |  |  |              |                    |                    |              |              |  |

### Sezione 5
|  | Primo turno | Primo turno     | Primo turno | Primo turno | Primo turno |  |  | Ultimo turno | Ultimo turno    | Ultimo turno    | Ultimo turno | Ultimo turno |  |
|  |             |                 |             |             |             |  |  |              |                 |                 |              |              |  |
|  | 5           | Nina Stojanović | 2           | 6           | 6           |  |  |              |                 |                 |              |              |  |
|  | WC          | Jana Kovačková  | 6           | 3           | 3           |  |  | 5            | Nina Stojanović | Nina Stojanović | 3            | 0            |  |
|  |             | Lia Karatančeva | 3           | 6           | 4           |  |  | 7            | Gao Xinyu       | Gao Xinyu       | 6            | 6            |  |
|  | 7           | Gao Xinyu       | 6           | 4           | 6           |  |  |              |                 |                 |              |              |  |

### Sezione 6
|  | Primo turno | Primo turno       | Primo turno    | Primo turno | Primo turno |  |  | Ultimo turno | Ultimo turno      | Ultimo turno      | Ultimo turno | Ultimo turno |  |
|  |             |                   |                |             |             |  |  |              |                   |                   |              |              |  |
|  | 6           | Tamara Korpatsch  | 2              | 6           | 1           |  |  |              |                   |                   |              |              |  |
|  |             | Tereza Martincová | 6              | 4           | 6           |  |  |              | Tereza Martincová | Tereza Martincová | 4            | 0            |  |
|  | WC          | Denisa Hindová    | Denisa Hindová | 1           | 0           |  |  | 8            | Mai Hontama       | Mai Hontama       | 6            | 6            |  |
|  | 8           | Mai Hontama       | Mai Hontama    | 6           | 6           |  |  |              |                   |                   |              |              |  |